# Campo di concentramento di Gusen

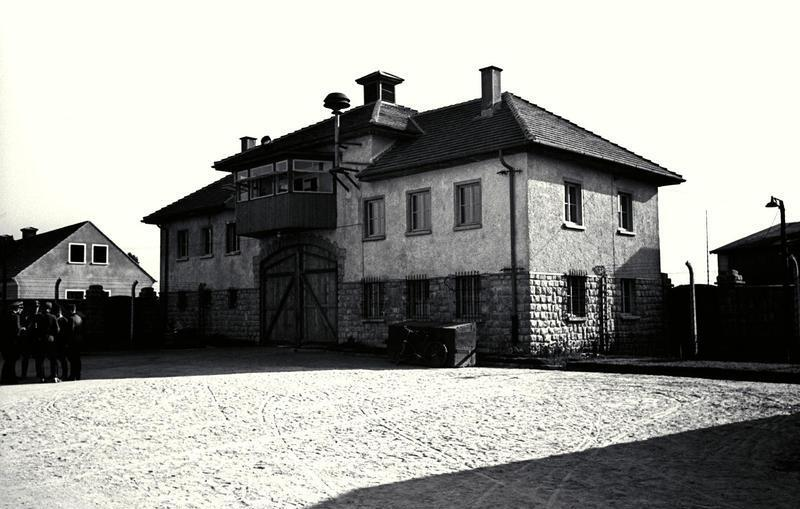
Entrata principale al campo Gusen I.

Il campo di concentramento di Gusen (in tedesco Konzentrationslager Gusen, abbreviato KL Gusen) è stato un lager della Germania nazista composto da tre dei quarantanove sottocampi del campo principale di Mauthausen. I tre campi di concentramento erano situati nei pressi delle piccole cittadine di Langenstein e Sankt Georgen an der Gusen, nell'allora Gau Oberdonau, ora Alta Austria, a circa venti chilometri ad est di Linz e a circa quattro chilometri da Mauthausen. I tre campi di concentramento erano:
- Gusen I, in località Gusen nel comune di Langenstein, creato nel 1940;[2]
- Gusen II, situato a Sankt Georgen an der Gusen, a diretto contatto con Gusen I, creato nel 1944;[3]
- Gusen III, in località Lungitz nel comune di Katsdorf, creato nel 1944.

## Storia

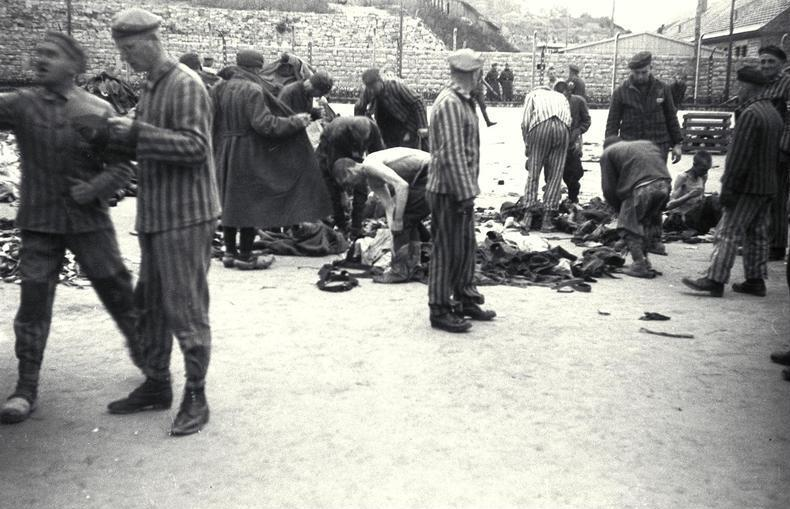
Nuovi deportati a Gusen I.

I tre sottocampi denominati Gusen I, Gusen II, Gusen III, hanno costituito una realtà a sé per quantità di deportati e durezza nelle condizioni sia di prigionia che di lavoro. I lavori di costruzione di Gusen I furono avviati nel marzo del 1940; anche in questo campo uno degli obiettivi economici era costituito dallo sfruttamento delle vicine cave di granito. Fin dall'inizio il lavoro costituì uno dei mezzi di eliminazione dei prigionieri, in prevalenza polacchi, fra cui molti religiosi, e repubblicani spagnoli deportati dalla Francia. Nel 1941 vi fu installato il forno crematorio e si avviarono le eliminazioni sistematiche di malati, inabili, portatori sospetti di malattie contagiose, sia al castello di Hartheim sia nel campo stesso (bagni di acqua gelida, annegamenti anche di massa, iniezioni al cuore, gassazioni in autoveicolo).
Nell'arco di tre anni il campo diventa addirittura più affollato del campo principale di Mauthausen, con l'arrivo di deportati sovietici, jugoslavi, francesi, italiani, dall'agosto 1943, e l'apertura di nuove produzioni belliche da parte della Steyr-Daimler-Puch AG.

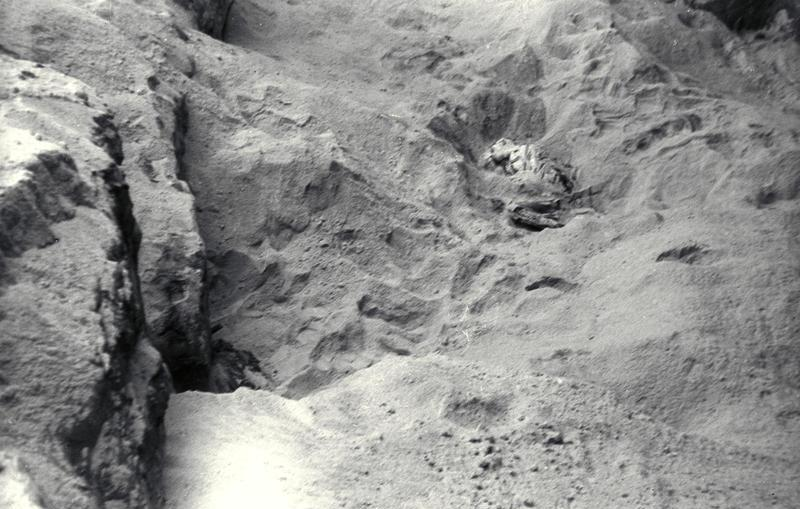
Un morto di Gusen II a Sankt Georgen an der Gusen.

Nel marzo del 1944 iniziano i lavori per la costruzione del campo di Gusen II. I deportati, oltre a costruire il campo, lavorano allo scavo di un sistema di gallerie entro le quali vengono collocati impianti per la produzione di armi e parti di aerei delle aziende Steyr-Daimler-Puch AG e Messerschmitt AG. In dicembre inizia la costruzione di Gusen III, destinato alla produzione di laterizi (DEST).
Nella montagna circostante e nei pressi di Sankt Georgen an der Gusen furono scavati sette chilometri di tunnel larghi da 6 a 8 metri e alti da 10 a 15 per ubicarvi la produzione bellica e i macchinari dell'Istituto di ricerca della Scuola Superiore Tecnica di Vienna, per ricerche connesse alla produzione missilistica delle V2. Essendo i lavori eseguiti senza badare alla sicurezza della mano d'opera coatta, morti e feriti si succedevano giorno dopo giorno. 
La ricostruzione delle presenze di prigionieri e della mortalità lascia intuire le durissime condizioni di vita e di lavoro dei deportati. Secondo le ultime ricerche, su circa 21.000 presenze registrate fra il 1940 e il 1942, si sono avuti almeno 14.000 decessi. Nel 1943, il numero di prigionieri più alto registrato è di 9.000 unità, quello dei morti è di 5.225. Nel 1944, si contano rispettivamente 22.000 e 4.700 unità; nel 1945, 15.000 e 8.800. Sono documentate almeno due circostanze in cui si procedette a eliminazioni di massa col gas Zyklon B in baracche adattate per tale operazione: il 2 marzo 1944 (164 prigionieri di guerra sovietici) e il 22 aprile 1945 (più di 800 malati e invalidi). Una terza strage, il 2 marzo 1942 (300 polacchi e spagnoli malati di tifo), non risulta sufficientemente documentata.

## Il Memoriale di Gusen e la conservazione dell'area

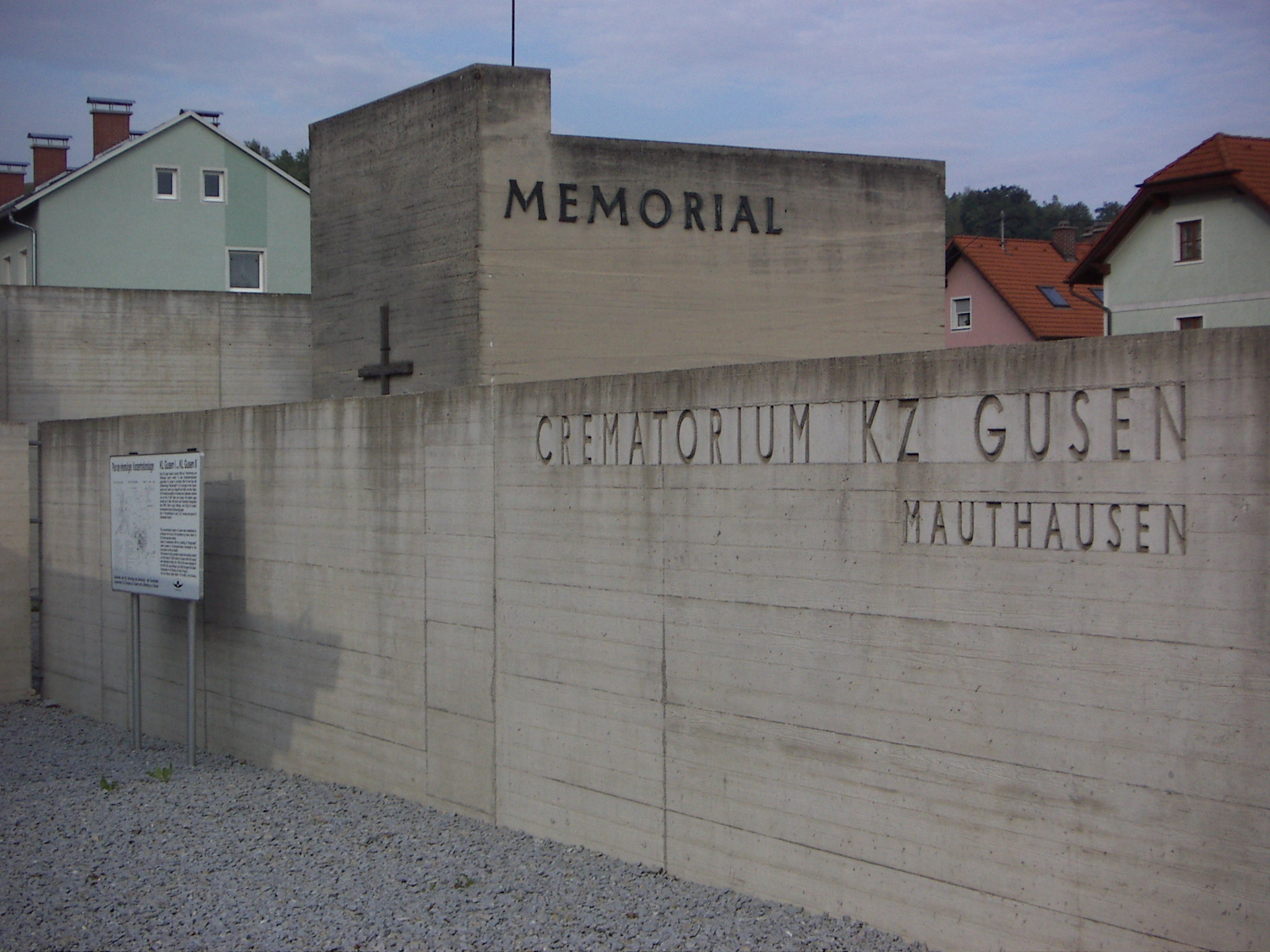
Il Memoriale di Gusen.

Il campo di Gusen I ha subito vicende che ne hanno alterato irrimediabilmente la fisionomia. Alla fine degli anni ‘50 se ne è decisa la lottizzazione ed è sorta una fitta serie di abitazioni residenziali. È naturalmente scomparsa la recinzione e sono state eliminate le baracche e le altre strutture concentrazionarie. Rimane riconoscibile, per quanto riconvertito in abitazione, l'edificio dell'ingresso e del comando del campo, ben visibile dalla rotabile asfaltata Mauthausen-Sankt Georgen an der Gusen. L'associazione dei superstiti ha acquistato un lotto di terreno e vi ha eretto una struttura commemorativa, opera dell'architetto Lodovico Barbiano di Belgiojoso, che fu egli stesso prigioniero a Gusen I. All'interno di questo edificio, la cui materia e il cui spazio alludono all'universo chiuso e al labirinto di morte costituiti dal lager, è stato collocato il forno crematorio.

## Famosi prigionieri internati a Gusen
- Jean Alix ... Gusen II[prigionieri 1]
- Gian Luigi Banfi
- Lodovico Barbiano di Belgiojoso ... Gusen I
- Ettore Barzini ... Gusen II
- Jean Baussaint ... Gusen II[prigionieri 2]
- Jacques Bergier
- Marcel Callo ... Gusen II[prigionieri 3]
- Aldo Carpi ... (il quale ha anche tenuto segretamente un diario nel periodo in cui era prigioniero a Gusen) Gusen I
- Carlo Castellani ... Gusen I
- Jean Cayrol ... Gusen I[prigionieri 4]
- Robert Chanut ... Gusen I[prigionieri 5]
- Pierre Serge Choumoff ... Gusen I[prigionieri 6]
- Dr. Henri Desoille ... Gusen II[prigionieri 7]
- Gaston Fléchier[prigionieri 8]
- Robert-Henri Fournier ... Gusen II
- Stanislaw Grzesiuk ... Gusen I
- Johann Gruber ... Gusen I
- Dr. Roger Heim ... Gusen I[prigionieri 9]
- Pietro Iotti
- Carlo Lajolo
- Terenzio Magliano
- Giuseppe Malagodi ... Gusen I
- Gianfranco Maris
- Walter Masetti
- Luigi Massignan
- Modesto Melis ... Gusen II
- Giuseppe Ennio Odino
- Jerzy Ostrowski ... Gusen I
- Giuseppe Pagano
- Rolando Petrini
- Natale Pia
- Avgust Pirjevec
- Giacomo Prandina
- Gustaw Przeczek ... Gusen I
- Ugo Sesini ... Gusen I
- Joseph Sheen OM MBE ... Gusen II
- Vittorio Staccione ... Gusen I
- Jan Sztwiertnia ... Gusen I
- Gino Tommasi
- Ferdinando Valletti ... Gusen II
- Dr. Zsigmond Varga
- Armando Vezzelli

## Galleria d'immagini

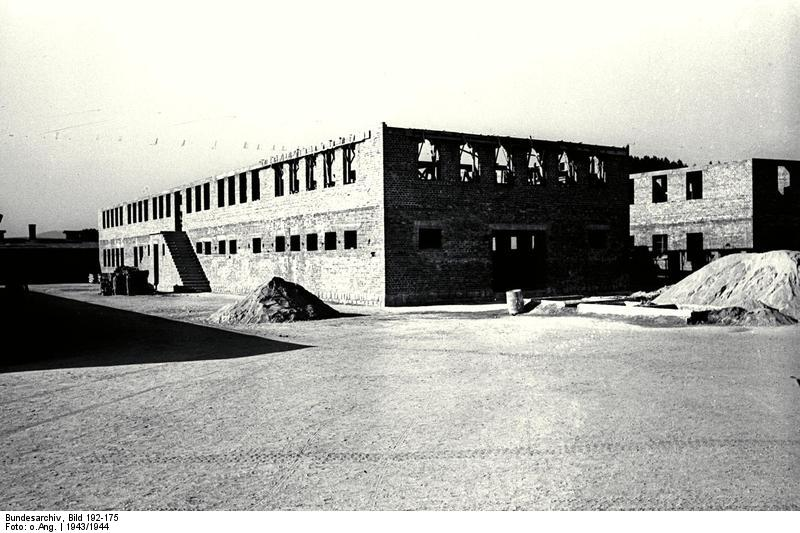
Lager Gusen I in costruzione.
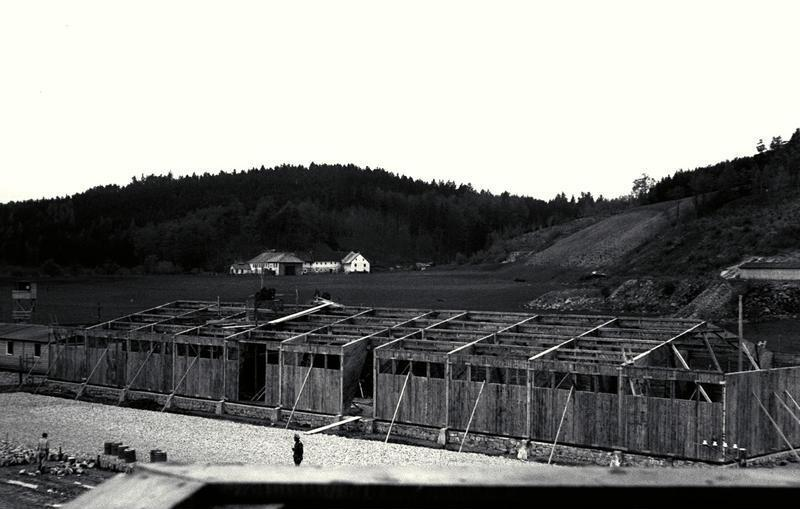
Lager Gusen in costruzione nel 1940.
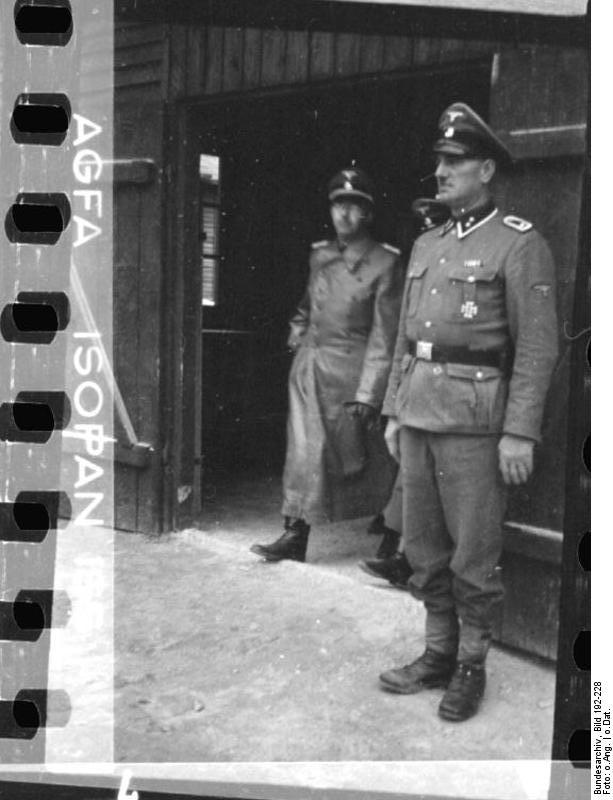
Visita di Himmler a Gusen.
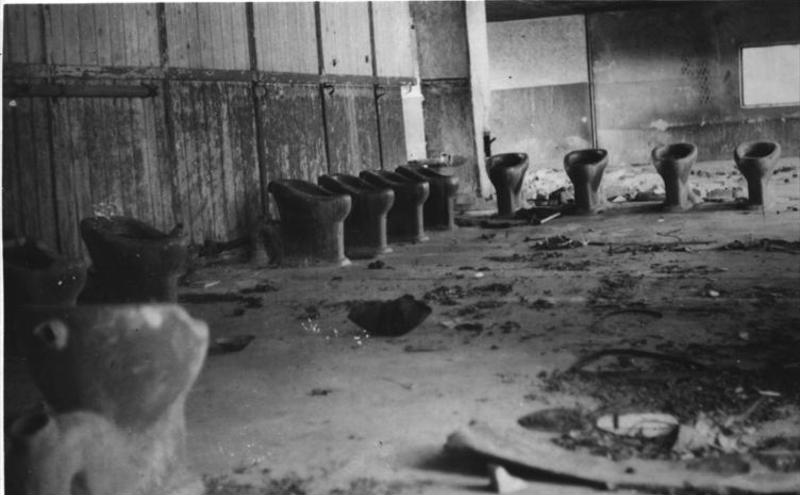
Latrine a Gusen.

### Prigionieri
1. ↑   59486 - Monument Mauthausen III, su www.monument-mauthausen.org. URL consultato il 31 maggio 2024.
2. ↑   59539 - Monument Mauthausen III, su www.monument-mauthausen.org. URL consultato il 31 maggio 2024.
3. ↑   108548 - Monument Mauthausen III, su www.monument-mauthausen.org. URL consultato il 31 maggio 2024.
4. ↑   25305 - Monument Mauthausen III, su www.monument-mauthausen.org. URL consultato il 31 maggio 2024.
5. ↑   62122 - Monument Mauthausen III, su www.monument-mauthausen.org. URL consultato il 31 maggio 2024.
6. ↑   25669 - Monument Mauthausen III, su www.monument-mauthausen.org. URL consultato il 31 maggio 2024.
7. ↑   40390 - Monument Mauthausen III, su www.monument-mauthausen.org. URL consultato il 31 maggio 2024.
8. ↑   59931 - Monument Mauthausen III, su www.monument-mauthausen.org. URL consultato il 31 maggio 2024.
9. ↑   53827 - Monument Mauthausen III, su www.monument-mauthausen.org. URL consultato il 31 maggio 2024.